# Judeopersa
El judeopersa és la llengua neopersa escrita en caràcters hebreus.
El juedeo persa es dona principalment en l'àmbit de la literatura especialment a partir del segle xiii, tot i que hi ha documents judeoperses del segle VIII o a tot tardar del segle ix, especialment a Pèrsia i l'Àsia central (Bukharà i en menor mesura Samarcanda) i al segle xix a Jerusalem quan els jueus de l'Àsia central hi van emigrar.

## Terminologia

Expensió dels Jueus arreu d'Europa

Avui el terme jueus iranians s'utilitza principalment per referir-se als jueus del país de l'Iran. En diversos textos acadèmics i històrics, el terme s'utilitza per referir-se als jueus que parlen diverses llengües iranianes. Els immigrants iranians a Israel (gairebé tots jueus) es diuen Parsim (hebreu: פרסים que significa "perses"). A Iran, els jueus i el poble jueu en general són referits per quatre termes comuns: Kalīmī (persa: کلیمی), que es considera el terme més adequat; Yahūdī (یهودی), que és menys formal però correcte; Israel (اسرائل) el terme pel qual els jueus es refereixen a si mateixos; i Johūd (جهود), un terme que té connotacions negatives i que molts jueus consideren ofensius

## Història
Els jueus havien residit a Pèrsia des del 727 aC, havent arribat a la regió com a esclaus després de ser capturats pels reis asiàtics i babilònics. Segons una llegenda jueva, el primer jueu que va entrar a Pèrsia va ser Sarah bat Asher, gran filla del Patriach Joseph. Aquest gran esdeveniment en la història jueva es va produir a finals del segle VI aC, moment en què hi havia una comunitat jueva ben establerta i influent a Pèrsia.
Els jueus de la Pèrsia antiga vivien majoritàriament a les seves pròpies comunitats. Els jueus perses vivien a les comunitats antigues (i fins a mitjans del segle xx encara existents), no només de l'Iran, sinó també de les comunitats jueves d'armènia, georgiana, iraquiana, Bukhara i muntanya.
Algunes de les comunitats han estat aïllades d'altres comunitats jueves, en la mesura que la seva classificació com "jueus perses" és una qüestió de conveniència lingüística o geogràfica més que no pas una relació històrica real. Els estudiosos creuen que durant la cúspide de l'Imperi persa, els jueus podrien haver comprès fins a un 20% de la població. La immensa majoria dels jueus parlen el persa com la seva llengua materna, i una petita minoria, kurda.

## Demografia

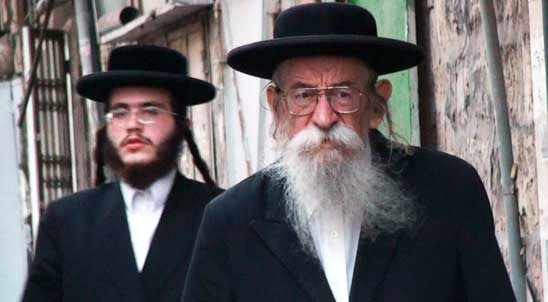
Roba i estil del Judaisme

L'enciclopèdia jueva estimava que el 1900 hi havia 35.000 jueus perses a l'Iran (gairebé tots els que vivien a l'Iran actual), tot i que altres fonts estimen un nombre més alt per al mateix temps. En vigílies de la independència d'Israel el 1948, hi va haver, segons estimacions variables, 100.000-150.000 jueus a l'Iran amb relativament pocs jueus perses que residien fora del país. Avui, hi ha aproximadament 300,000-350,000 jueus d'ascendència persa total o parcial que viuen predominantment a Israel, amb comunitats significatives als Estats Units i l'Iran.
Els jueus iranians també van emigrar per formar comunitats més petites a Europa occidental (en particular París i Londres), i també a Austràlia, Canadà i Amèrica del Sud. Diversos grups de jueus de Pèrsia s'han separat des de l'antiguitat. S'han identificat com a comunitats separades, com els jueus de la muntanya. A més, hi ha un gran nombre de persones a l'Iran que són, o quins són els descendents directes de, els jueus que es van convertir a l'islam o la fe Bahá'í.